# Eurypedus
Eurypedus là một chi bọ cánh cứng trong họ Chrysomelidae.
Chi này được miêu tả khoa học năm 1834 bởi Gistel.

## Các loài
Chi này gồm các loài:
- Eurypedus thoni Barber, 1946